# سیارک ۲۲۶۲۷
سیارک ۲۲۶۲۷ (به انگلیسی: 22627 Aviscardi، نامگذاری:1998KM39) بیست و دو هزار و ششصد و بیست و هفتمین سیارک کشف شده‌است که در ۲۲ مه ۱۹۹۸ کشف شد.
قدر مطلق سیارک برابر ۹.۳ است.